# حادثة إطلاق نار شاطىء فيرجينيا 2019
حادثة إطلاق نار شاطىء فيرجينيا 2019 في 31 مايو 2019 وقع إطلاق نار على مبنى البلدية في منطقة الأميرة آن في فيرجينيا بيتش بولاية فيرجينيا. أطلق المسلح ديواين كرادوك وهو موظف ساخط في المدينة النار على 12 شخصًا وأصاب أربعة آخرين. ثم قُتل برصاص ضباط الشرطة المستجيبين.

## إطلاق النار
أطلق الجاني النار على شخص في سيارة في ساحة انتظار المبنى رقم 2 لمركز فيرجينيا بيتش المحلي وشخص واحد على الدرج قبل دخول المبنى وأطلق النار على الناس في الطوابق الثلاثة. كان المبنى يضم الأشغال العامة بالمدينة والمرافق وإدارات التخطيط في منشأة حكومية مفتوحة مع عدم وجود أمن إضافي للدخول ولكن التصاريح الأمنية المطلوبة للوصول إلى مناطق الموظفين وغرف الاجتماعات. أطلق النار بشكل عشوائي ولم يكن هناك ما يشير على الفور إلى أنه استهدف أي شخص على وجه الخصوص. قُتل برصاصة قاتلة أثناء تبادل إطلاق نار مطول مع الشرطة التي ردت على مكان الحادث.
لم يكن بعض أفراد الجمهور والموظفين على علم في البداية بمطلق النار، وتم تنبيه العديد منهم عن طريق المكالمات الهاتفية أو الرسائل النصية أو الكلمات الشفوية للاحتماء في المكان أو إخلاء الموقع. كان الارتباك في جزء منه بسبب التجديدات التي كانت جارية في ذلك الوقت مما دفع الكثيرين إلى الاعتقاد بأن الطلقات كانت من مسدس مسمار أو أداة أخرى. تم تأكيد موقف إطلاق نار نشط في مركز البلدية من خلال رسالة بريد إلكتروني من مكتب الاتصالات الساعة 4:22 مساءً ومدير المدينة حوالي الساعة 4:40 مساءً.
تم إبطاء استجابة الشرطة لإطلاق النار بسبب الأبواب الأمنية الإلكترونية التي تتطلب شارة لفتحها. استجاب مكتب التحقيقات الفيدرالي ووزارة الأمن الداخلي الأمريكية لمساعدة الشرطة المحلية. تم العثور على مسدسين شبه آليين وكاتم صوت ومجلات ممتدة متعددة في مكان الحادث. كان الجاني قد اشترى الأسلحة النارية بشكل قانوني خلال السنوات الثلاث الماضية.